# Pawoł Nedo
Pawoł Nedo, en alemany Paul Nedo (* 1 de novembre de 1908 a Kotitz/Kotecy, avui Weißenberg/Wóspork; † 24 de maig de 1984 a Leipzig/Lipsk) fou un pedagog i etnòleg sòrab, president de Domowina de 1933 a 1937 i de 1945 a 1951. És considerat una de les personalitats fonamentals del moviment sòrab en el segle xx.

## Orígens
Fill d'una costurera i un bomber, aquests optaren per educar-lo en alemany, encara que després va aprendre dels texts sòrabs. El 1928 es va graduar a Bautzen i el 1932 es graduà a la Universitat de Leipzig en etnologia i folklore germànic. Allí contactà amb estudiants sòrabs que el van fer interessar-se per la llengua, la cultura i la literatura sòraba, i esdevingué president de la Verbandes Sorbischer Studenten (Associació d'Estudiants Sòrabs). De 1932 a 1937 fou professor a Klix (Klukš), Quatitz (Chwaćicy), i Rackel (Rakojdy), avui a Großdubrau.

## Militància amb els nazis i posterior desencís
L'entusiasme pel seu compromís amb el folklore sòrab en relació amb el mil·lenari de Bautzen a la Pentecosta de 1933 l'impulsaren a entrar el pla polític per a defensar els interessos del poble sòrab. Walter Frenzel, Kreiskulturwart del NSDAP, anomenà Nedo el juliol de 1933 assessor per a afers culturals dels nazis al districte de Bautzen. L'octubre de 1933 fou nomenat mestre en el servei públic dels membres de les SA, però el 1934 en fou exclòs. A les eleccions federals alemanyes de 1933 va fer una crida als sòrabs a votar pels nacional-socialistes. El 1937 també fou nomenat membre de la Lliga de Mestres Nacional-Socialistes.
En una reunió extraordinària el 27 de desembre de 1933 va ser escollit per unanimitat president de Domowina, i des de 1935 intentà convertir-la en representant dels interessos nacionals sòrabs, però fracassà per les actituds i accions antisòrabes i la reticència i indiferència de la població sòrab. El canvi d'actitud de les autoritats nazis vers els sòrabs el va fer distanciar-se del sistema imperant, i quan Domowina presentà una proposta d'estatut per a ser reconeguts com a minoria nacional, fou comminat a limitar-se a activitats purament culturals. Així, quan Domowina es negà a definir als sòrabs com a wends de parla alemanya el 18 de març de 1937 fou prohibida. Aleshores Nedo renuncià al seu càrrec de professor i marxà a Berlín, on treballà en un banc polonès i mantingué contactes amb la policia secreta polonesa. El setembre de 1939 fou detingut breument i hagué de treballar fent tasques administratives. A finals de novembre de 1944 fou detingut novament i el mantingueren empresonat fins al final de la guerra.

## Després de la guerra
Després de la guerra va tornar immediatament a Lusàcia, on fou nomenat novament president de la Domowina el juny de 1945 cap de la Junta Escolar del districte escolar de Bautzen-Nord. Allà es van crear les condicions per al desenvolupament de l'escola sòrab. A l'estiu de 1945 va ingressar al Partit Comunista Alemany, des de 1946 Partit Socialista Unificat d'Alemanya (SED). A finals de 1950 va ser elegit, però, el vell comunista i estalinista Kurt Krjeńc per a substituir Nedo com a president de Domowina. Nedo fou traslladat al Ministeri d'Educació de Saxònia a Dresden, on va exercir càrrecs honoraris a Domowina i va tenir un paper important en l'establiment dels estudis de sorabística a la Universitat de Leipzig des de 1951.
El 1959 va ser nomenat professor de folklore alemany i sòrab a la Universitat de Leipzig, on es va graduar el 1963 en els contes populars sòrabs i poesia popular fins que va ser nomenat el 1964 professor d'etnologia a la Universitat Humboldt de Berlín. A partir de 1966 hi fou també director de l'Institut per l'Etnologia i Folklore Alemany, i de 1953 a 1968 president de la Secció d'Etnografia de l'Acadèmia de Ciències de la República Democràtica Alemanya.
Per raons de saluts es va retirar de tots els càrrecs el 1968, i des d'aleshores fins a la seva mort es dedicà a la investigació sobre vestimenta i foklore sòrab, endemés de diverses activitats culturals.